# Marco Guidarini
Marco Guidarini, né à Gênes, est un chef d'orchestre italien.

## Biographie
Après des études de musique et de lettres dans sa ville natale, il suit les cours de direction d'orchestre de Franco Ferrara. Il débute à l'Opéra national de Lyon comme assistant de John Eliot Gardiner, puis est invité à y diriger une production de Falstaff de Verdi. Il dirige ensuite au Royal Danish Opera, au Welsh National Opera et au Festival de Wexford. Spécialiste de l'art lyrique, il dirige à Paris (Opéra de Paris), New York (Metropolitan Opera), Berlin (Deutsche Oper), ainsi qu'à Los Angeles, Sydney, Bologne, Munich, Londres, Oslo, Stockholm, Copenhague…
Dans le domaine symphonique, il s'est récemment illustré à la tête des plus grandes formations internationales : Orchestre du Gewandhaus de Leipzig, Staatskapelle Dresden, Philharmonia Orchestra, Orchestre National de France, Orchestre philharmonique de Radio France, Orchestre symphonique de la Radio de Vienne, SWR Sinfonie-Orchester, Orchestre symphonique de Melbourne, Orchestre de la Suisse romande, Orchestre de l’Opéra de Paris, Orchestre symphonique du Théâtre de la Monnaie de Bruxelles, Orchestre philharmonique de Saint-Petersbourg…
De 2001 à 2009, il occupe le poste de directeur musical de l'Orchestre philharmonique de Nice et de l'Opéra de Nice.
Au concert, Marco Guidarini s'est produit aux côtés de célèbres solistes (Natalia Gutman, Brigitte Engerer, Vladimir Spivakov, Nicholas Angelich, Bruno-Leonardo Gelber, Laurent Korcia…)
À l'opéra, il collabore régulièrement avec de célèbres chanteurs : Roberto Alagna (Cyrano de Bergerac, Orphée et Eurydice), Angela Gheorghiu (concerts au Japon), René Pape, Rolando Villazon…
À l'Opéra de Nice, il dirige Don Giovanni (2002), Le Château de Barbe-Bleue (2003), La Bohème (2003, 2008), La Flûte enchantée (2003), Carmen (2003), La Damnation de Faust (2003), Simon Boccanegra (2004), Idomeneo (2004), Un bal masqué (2004), Salomé (2005), Turandot (2005), Pelléas et Mélisande (2005), Wozzeck (2006), Così fan tutte (2007), La Veuve rusée (2007), Rigoletto (2008), Aïda (2009).
Parmi les plus grandes productions auxquelles il a participé figurent :
- Rigoletto de Verdi pour ses débuts au Metropolitan Opera de New-York.
- La Damnation de Faust et Aïda à l'Opéra de Leipzig, à la tête de l'Orchestre du Gewandhaus de Leipzig.
- Idomeneo et La Flûte enchantée de Mozart au Théâtre San Carlo de Naples.
- Lucia di Lammermoor et Rigoletto aux Chorégies d'Orange, avec l'Orchestre National de France.

Récemment, on peut citer Anna Bolena pour ses débuts au Teatro Massimo de Palerme, Simon Boccanegra à la Compagnie nationale d'opéra du Canada (COC) de Toronto, enfin une nouvelle production de Tosca au Semperoper de Dresde à la tête de la Staatskapelle Dresden. Il a également inauguré le nouvel Opéra d'Oslo, avec une nouvelle production de Don Carlos.
En 2009-2010, Marco Guidarini dirigera notamment à :
- Milan : débuts au Teatro alla Scala de Milan dans Le convenienze ed inconvenienze teatrali de Gaetano Donizetti (octobre 2009).
- Aalborg : tournée avec le Chœur et l'Orchestre du Teatro alla Scala de Milan, du 22 au 24 octobre 2009.
- Séville : Cyrano de Bergerac de Franco Alfano au Teatro de la Maestranza, avec Roberto Alagna dans le rôle-titre (novembre 2009)
- Puteaux : débuts avec l'Ensemble Orchestral de Paris en novembre 2009 (Ravel, Haydn, Mozart) dans le cadre des Rencontres Musicales de Puteaux.
- Paris : concerts à la Salle Pleyel avec l'Orchestre Colonne en juin 2010 (Lemaître, Beethoven, Berlioz).

Invité de grands festivals, il dirige dans le cadre Festival de Saint-Denis, des Chorégies d'Orange, du Festival de Radio France et Montpellier Languedoc Roussillon ou encore du Festival d'Adélaïde, en Australie.
Très demandé comme organisateur de festival, Marco Guidarini a été directeur artistique du Festival de Musique Sacrée de Nice, directeur artistique des Rencontres Musicales de Puteaux et du Festival de Marrakech.
Engagé dans le domaine de la musique contemporaine, Marco Guidarini est l'artisan de plusieurs créations mondiales d'œuvres de Martin Matalon (Trame IX), Giovanni Verrando (Agile), Bruno Coli (Le Gendarme Ivre)…

## Discographie
Sa discographie comprend notamment les titres suivants : 
- Le Villi de Puccini avec Mélanie Diener, Ludovic Tézier, Aquiles Machado et l'Orchestre philharmonique de Radio France pour Naïve Radio-France
- Cyrano de Bergerac de Franco Alfano, avec Roberto Alagna, Nathalie Manfrino, et Richard Troxell pour la Deutsche Grammophon
- La Sofonisba de Ferdinando Paer avec le Philharmonia Orchestra et Jennifer Larmore, pour Opera Rara.
- Achachilas de Marco Antonio Perez-Ramirez, avec l'Orchestre National de Montpellier, pour Accord.
- Paysages, œuvres de Charpentier, Massenet et Saint-Saëns avec l'Orchestre philharmonique de Nice, pour Talent Records.

À paraître : 
- Concertos pour piano et orchestre de John Field, avec l'Orchestre philharmonique de Nice.
- Intégrale des concertos de Lalo, avec l'Orchestre Philharmonique de Nice, pour Talent Records.